# Velichovky
Velichovky (en allemand : Welchow) est une commune du district de Náchod, dans la région de Hradec Králové, en République tchèque. Sa population s'élevait à 736 habitants en 2022.

## Géographie
Velichovky se trouve à 6 km à l'ouest de Jaroměř, à 24 km à l'ouest-sud-ouest de Náchod, à 17 km au nord de Hradec Králové et à 105 km à l'est-nord-est de Prague.
La commune est limitée par Dubenec et Litíč au nord, par Zaloňov au nord-est, par Rožnov au sud-est et au sud, par Habřina au sud, et par Lužany et Vilantice à l'ouest.

## Histoire
La première mention écrite de la localité date de 1389.

## Administration
La commune se compose de deux sections :
- Velichovky
- Hustířany

## Galerie

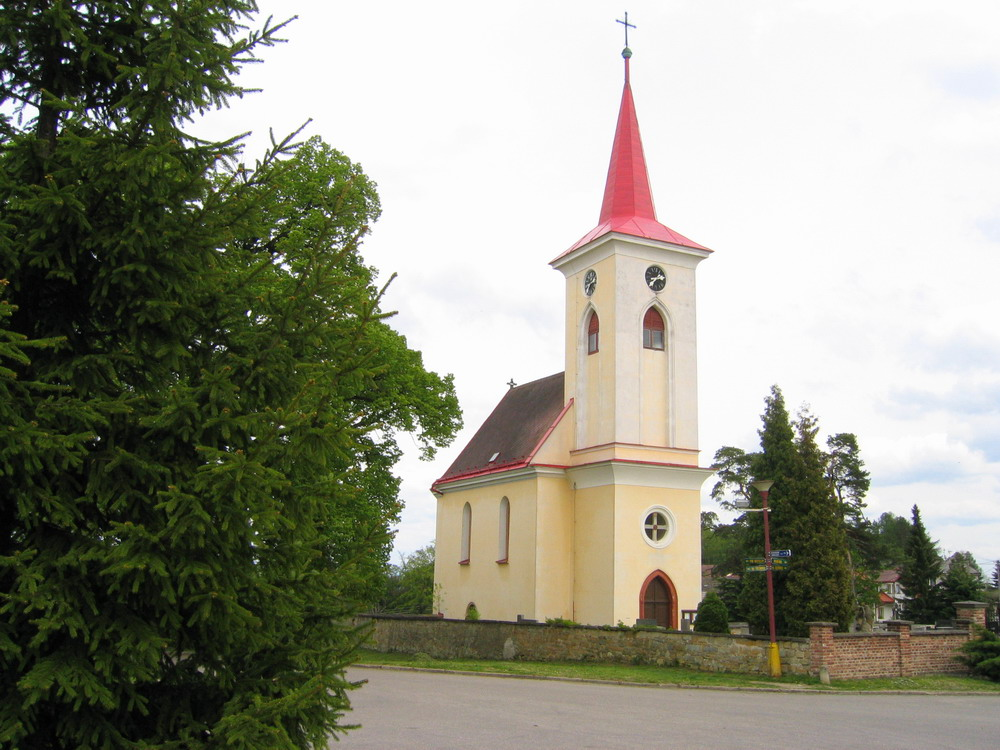
Église de la Transfiguration.
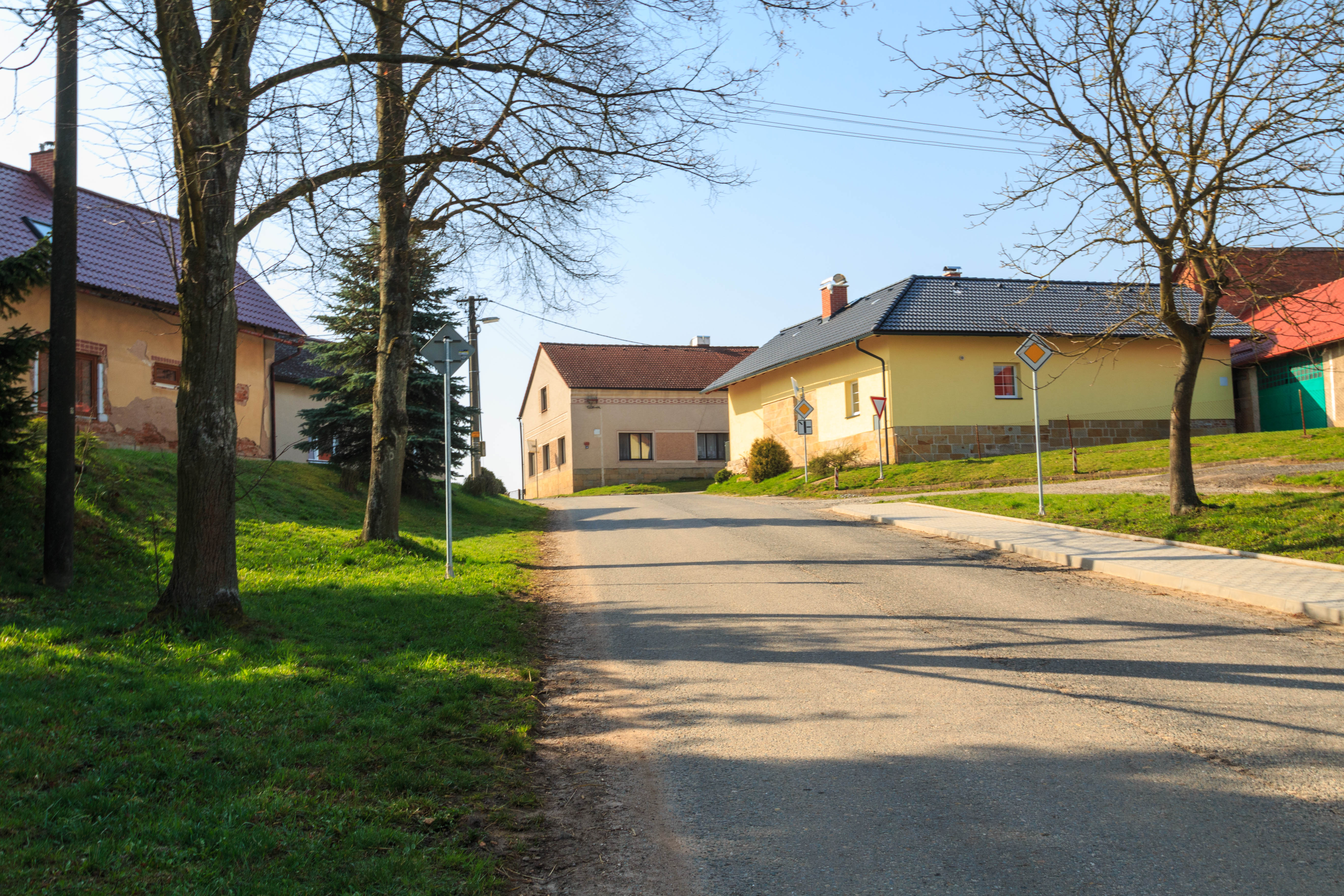
Hameau de Hustířany.

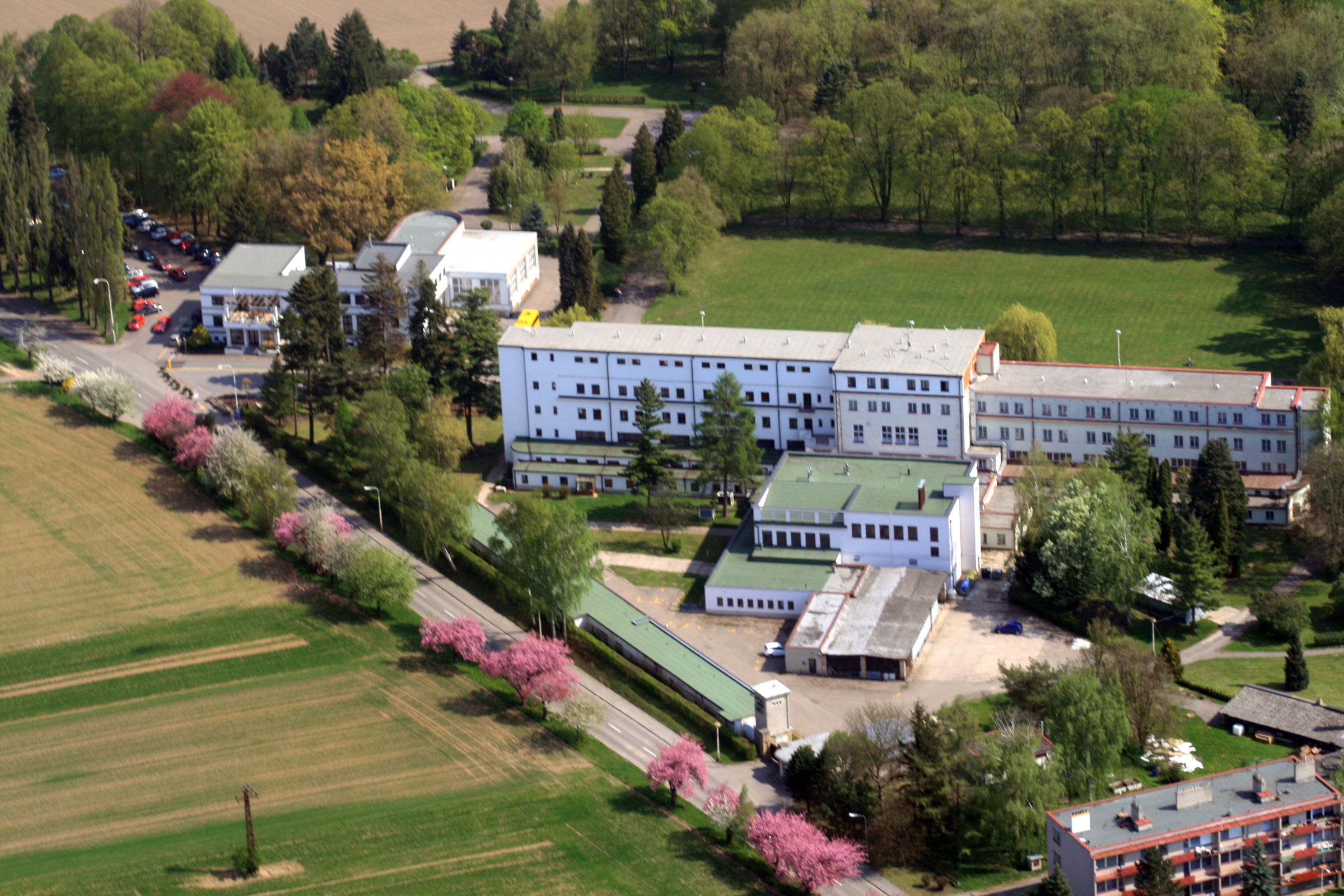
Station thermale : vue aérienne.
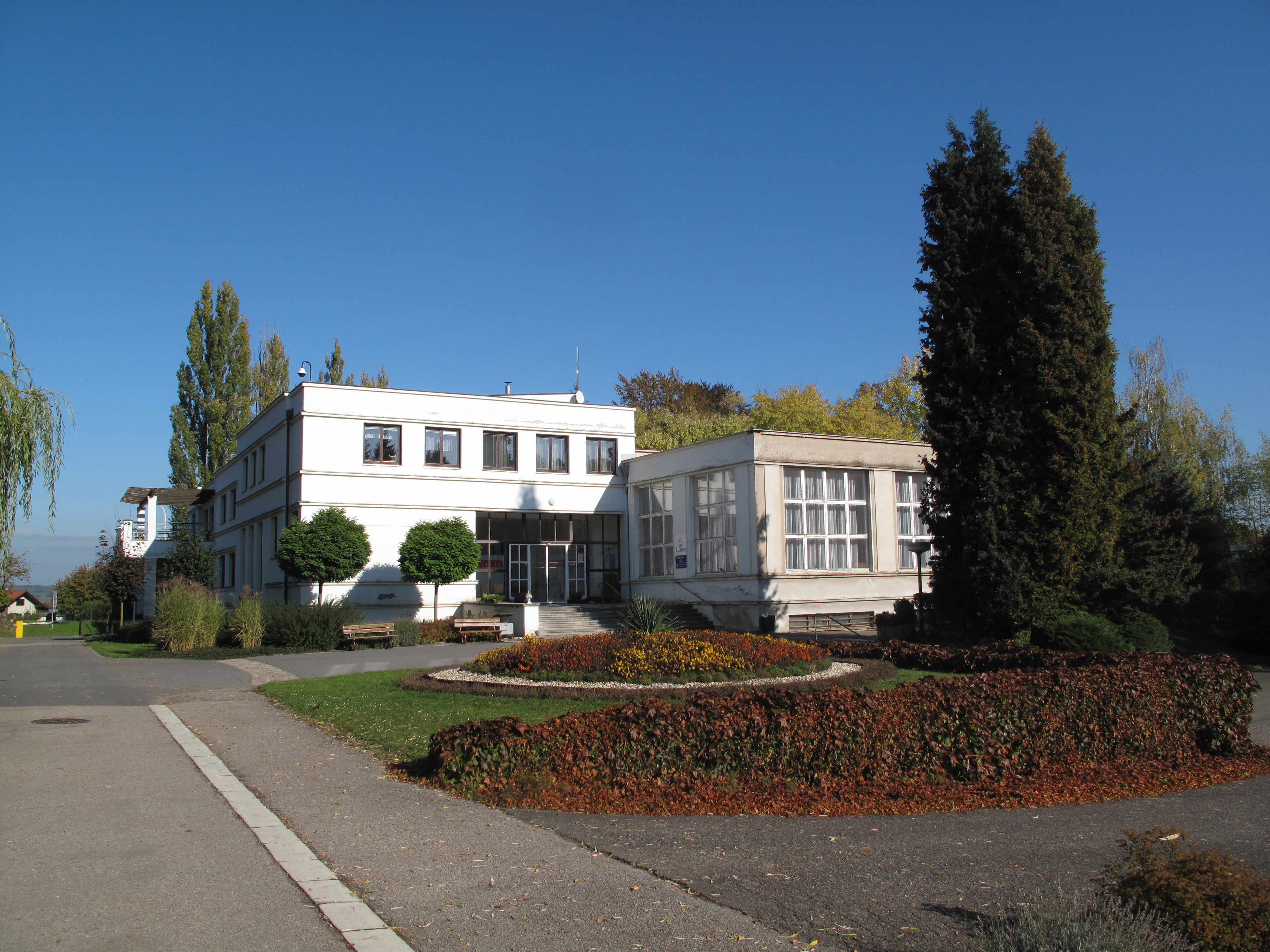
Établissement thermal.

## Transports
Par la route, Velichovky se trouve à 6 km de Jaroměř, à 23 km de Hradec Králové, à 28 km de Náchod et à 133 km de Prague. 